# Mónica Bertolino
Mónica Bertolino (Córdoba, 12 de julio de 1957) es una arquitecta argentina, titular del Estudio Bertolino-Barrado oficina de arquitectura, dedicado a la producción de obras de diseño arquitectónico, urbano, paisajístico de diversas escalas desde 1981 a la fecha, desarrolladas en las provincias argentinas de Córdoba, Santa Fe, San Juan y Jujuy y en España. El estudio obtuvo el Diploma al Mérito – Arquitectura 2002-2006 en Artes Visuales en los Premios Konex 2012.

## Primeros años
Mónica Bertolino nació en Córdoba. Su padre que era arquitecto. Ingresa en la Facultad de Arquitectura y Urbanismo de la Universidad Nacional de Córdoba durante el último año del Taller Total y durante su carrera atraviesa los momentos críticos de la dictadura argentina de 1976: asambleas, corridas en la calle y compañeros desaparecidos. Se gradúa en 1981. Reconoce como referencias a Santiago Kunzle, por su modo integral de concebir el diseño, a César Naselli por sus aportes teóricos para el proyecto y Miguel Ángel Roca por su gran trayectoria y las referencias literarias que empleaba en sus clases.

## Trayectoria
Miguel Ángel Roca la invita a trabajar en su estudio en el último año de la carrera y allí Bertolino conoce a Marina Waisman. Participa posteriormente en los cursos del Posgrado en Preservación de ella, donde participan personalidades preocupadas por la arquitectura latinoamericana entre quieres estaban Silvia Arango y Ruth Verde Zein.
En el estudio de Miguel Ángel Roca conoce a Carlos Barrado, su compañero laboral y de vida. Desde los inicios desarrollaron numerosos concursos, actividad que combinan con el crecimiento de la familia. En sociedad con Carlos Barrado ha realizado viviendas unifamiliares y colectivas, locales comerciales, edificios institucionales, propuestas de intervención urbanas y de diseño urbano y paisajístico. Ha participado en numerosos concursos (privados y públicos, nacionales, provinciales, internacionales). Las obras de Bertolino y Barrado se destacan por una gran sensibilidad por el paisaje y los materiales y por la compresión de las posibilidades constructivas del medio en el que proyectan.
Es relevante el trabajo recuperación de los espacios públicos en la periferia urbana de Córdoba durante la gestión intendente Rubén Martí entre 1991-1999 cuyo Director de Espacios Verdes era Carlos Barrado. Los parques y pequeñas plazas se resuelven con gran ingenio reutilizando elementos que estaban en desuso en los galpones municipales.

## Premios y reconocimientos

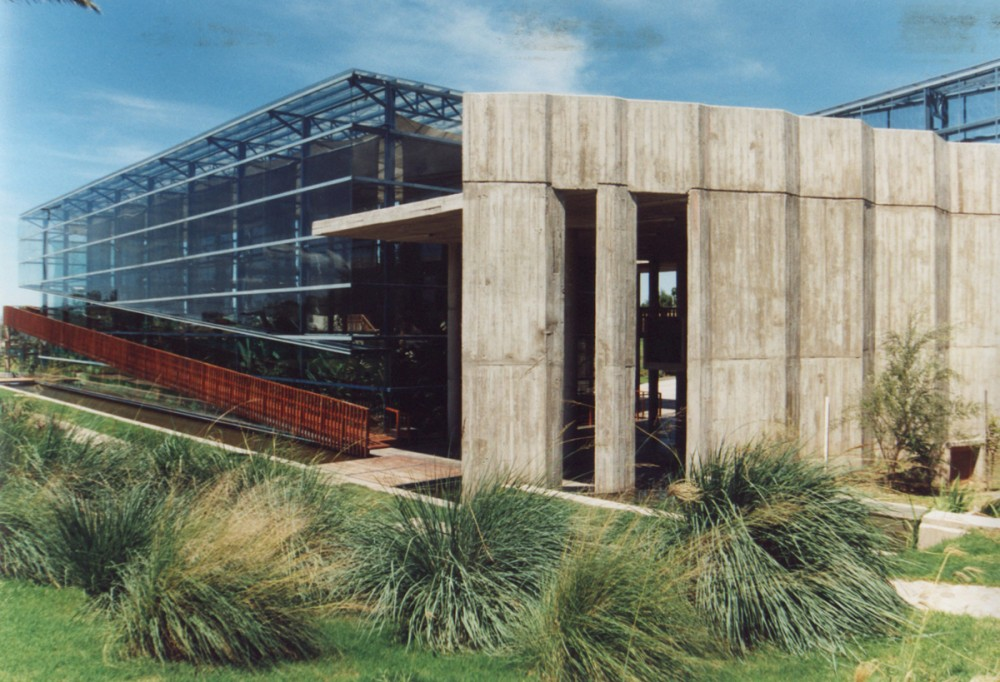
Jardín Botánico de Córdoba

Bertolino y Barrado han sido reconocidos con el Premio Vitruvio del MNBA y la Mención de Honor en la Bienal Panamericana de Quito por el Jardín botánico de la municipalidad de Córdoba (2002).
Obtuvieron además la Mención en la CPAU (2008), el Premio en la Bienal Iberoamericana de Arquitectura y Urbanismo Panorama de Obras por la Granja en Capilla del Monte (BIAU, 2010) y fueron nominados al Premio Marcus en Milwaukee (2010). Han ganado el 3° premio por el proyecto urbano Pasarela Las Varillas y Mención de Honor por las obras Casas Múltiples y Casa en Potrero de Garay en los Premios ARQ Clarín (2011). En 2012 fueron distinguidos con el Diploma al Mérito – Arquitectura 2002-2006 en Artes Visuales en los Premios Konex. La obra del estudio ha sido ampliamente difundida en medios nacionales e internacionales (Summa+, a+u, Casabella, 30-60 cuaderno latinoamericano de arquitectura, La Vanguardia, etc.). Bertolino se destaca además como artista plástica y ha expuesto sus obras en numerosas ocasiones.
En paralelo desarrolla una intensa actividad académica. Es profesora titular de la Universidad Nacional de Córdoba y de la Universidad Católica de Córdoba. Ha coordinado desde 2009, junto a Margarita Trlin, la Redsur, proyecto de cooperación interuniversitaria para explorar las potencialidades que ofrecen ciertos lugares de la ciudad, a la espera de su articulación urbana y puesta en significado.